# 마우로 네스폴리
마우로 네스폴리(이탈리아어: Mauro Nespoli, 1987년 11월 22일~)는 이탈리아의 양궁 선수이다. 2012년 하계 올림픽 양궁 단체전에서 금메달을 획득했다. 이후 2020년 하계 올림픽 양궁 남자 개인전에 결승에 올랐으며 결승에서 튀르키예의 메테 가조즈에 패해 은메달을 획득했다.